# Голуб-зеленокрил
Голуб-зеленокрил (Chalcophaps) — рід голубових. Містить 2 види.

## Поширення
Їх діапазон поширення простирається від Індії до Австралії. Населяють ліси в низовинах і горах.

## Морфологія
Chalcophaps indica досягає довжини тіла до 26 сантиметрів і важить від 80 до 100 грамів. Chalcophaps stephani з довжиною тіла до 24 сантиметрів трохи менший і легший. Крила мають колір відтінків зеленого. Статевий диморфізм присутній в обох видів. 

## Поведінка
Шукають їжу на землі. Насіння займає найбільшу питому вагу харчового спектру. Крім того, ягоди, дрібні плоди і терміти можуть бути з'їдені. Гнізда будують на дерева і чагарниках. Кладка складається з двох яєць.